# Lampedusa
Lampedusa és una illa italiana situada davant de la costa de Tunísia. És la principal del grup de les Illes Pelàgiques i forma part de la regió de Sicília i de la província d'Agrigent. El seu nom llatí fou Lopadussa (grec: Λοπαδοῦσσα). És a uns 40 km de l'illa de Linosa i a uns 15 de l'illa de Lampione, i totes tres formen les Illes Pelàgiques. La seva superfície és de 20 km², i la població, de 5.500 habitants. La principal altura és el mont Albero, al vessant nord-occidental, amb 193 metres.
Té un clima africà calorós i humit. És lloc turístic i balneari i, darrerament, centre d'acolliment d'emigrants il·legals del Magrib.
La capital n'és Lampedusa, situada al sud-est. A la costa d'aquesta població hi ha tres cales delimitades per les puntes Guitgia i Maccaferri. La cala Guitgia, entre la punta del mateix nom i la punta Favaloro, és punt d'atracament de vaixells; la cala Salina, entre la punta Favaloro i la punta Della Sanità, és el port pesquer, amb el moll o "molo" Favaloro, de 60 metres, on té la seu la Guàrdia Costanera local, i entre la punta Della Sanità i la punta Maccaferri també hi ha port pesquer i és on té la seu la policia. El peix es desembarca a Banchina di Cavallo Bianco, al final de la punta Maccaferri.

## Història
La denominació de l'illa és d'origen grec i deriva del nom d'un peix que era abundós a les seves aigües. El nom és presentat amb lleugeres variants pels diferents autors clàssics. Els romans la van fer servir de base naval.
El 813 fou ocupada pels sarraïns, que en foren expulsats per Gregorio Tellesiarca. Posteriorment va quedar deshabitada i fou considerada dependència de Sicília. Alfons el Magnànim la va concedir en feu el 1436 a Giovanni de Caro di Montechiaro, del qual va passar a la família Tomasi, que encara conserven el títol de prínceps de Lampedusa. El 4 de juliol de 1551 va naufragar a les seves costes una flota imperial.
El 1610, Bartolomeo di Marsala hi va construir un castell. El primer príncep de Lampedusa i Linosa fou Giulio Tomasi, ancestre de l'escriptor Giuseppe Tomasi di Lampedusa, que va rebre el títol del rei Carles II el 1630. Al segle següent va començar-ne el repoblament.
El 1760, sis francesos van obtenir un permís de la Porta otomana, per mitjà del valí de Malta, que els permetia instal·lar-se a Lampedusa, i la població va arribar llavors a 40 persones. El 1783, una epidèmia de pesta portada de Tripolitana va afectar els pobladors. Sis maltesos s'hi van instal·lar el 1791, enviats des de Malta pels francesos. Vers el 1800, els nord-americans van considerar la possibilitat d'annexionar-se l'illa i els anglesos també la van reclamar, en virtut del tractat d'Amiens. En aquest temps hi van naufragar les noies palermitanes Rosina i Clelia, que després es van casar amb Guido i Sinibaldi, que les havien rescatades.
El 24 de juny del 1800, el maltès Salvatore Gatt va fer un contracte d'emfiteusi amb el príncep de Lampedusa. Gatt va concedir després una part de l'illa a l'anglès Alessandro Fernandes, que hi va formar una colònia d'unes 400 persones, però la colònia va fracassar i va quedar abandonada el 1813. Poc després, els hereus de Gatt van tornar a l'illa amb el seu parent maltès Fortunato Frenda, i, finalment, van instal·lar una colònia el 22 de setembre de 1843. El govern de les Dues Sicílies hi va enviar un comandant, un síndic, un canceller, un capellà, un metge, sanitaris, guàrdies, tropa i tot el que calia i, si bé una part dels colons van emigrar cap a Sfax, la colònia va començar a prosperar.
A partir del 1860, quan va passar a Itàlia, va esdevenir colònia penal.
En la Segona Guerra Mundial, l'illa fou ocupada pels britànics el 1943, en l'operació Corkscrew, que va precedir la invasió de Sicília. Als anys seixanta, la part occidental va esdevenir base de l'OTAN. El 15 d'abril de 1986, Líbia va disparar tres míssils Scud contra l'estació nord-americana en represàlia pel bombardeig de Trípoli i Bengasi.
Al final del segle XX i a començaments del XXI, l'illa fou centre d'arribada d'emigrants il·legals. Un tractat amb Líbia en preveu la repatriació a aquest país.
La UE va iniciar en el desembre del 2013 un procés d'investigació sobre unes imatges d'un vídeo on es veia el tracte vexatori que rebien els immigrants en els centres de detenció.